# 八代美紀
八代 美紀（、1942年〈昭和17年〉3月25日 - ）は、日本の女優。神奈川県横浜市出身。本名は山田 美紀子。

## 人物
高校卒業後、東宝芸能学校に入校。卒業後の1963年に東宝に入社。映画『ニッポン無責任野郎』でデビュー。
中村琢二の作品、『画室の女』のモデルでもある。
1965年6月に東宝を退社し、同年12月に挙式。

## 出演作品

### 映画
- クレージー映画
  - ニッポン無責任野郎（1962年） - 新婦
  - 日本一の色男（1963年） - 栗子
  - 日本一のホラ吹き男（1964年） - 事務員
- 妻という名の女たち（1963年） - 千花
- マタンゴ（1963年） - 相馬明子[1][2]
- 江分利満氏の優雅な生活（1963年） - 柴田ルミ子
- 天国と地獄（1963年） - 権藤家女中[3][注釈 3]
- ミスター・ジャイアンツ 勝利の旗（1964年） - ウェイトレス
- モスラ対ゴジラ（1964年） - 女教員[7]（小林先生[2]）
- 若い娘がいっぱい（1966年） - 君代

### テレビドラマ
- 日本映画名作ドラマ「母と娘たち」（1964年、NET）
- サラリーマン義経くん奮戦記（1964年、TBS） - 静香
- ウルトラQ 第27話「206便消滅す」（1966年、TBS） - 木村英子